# Lorenzo Kom'boa Ervin
Lorenzo Kom'boa Ervin (ur. 1947 w Chattanooga) – amerykański pisarz, aktywista polityczny o poglądach anarchistycznych. Były członek Partii Czarnych Panter oraz Concerned Citizens for Justice.

## Życiorys
Kiedy miał 12 lat dołączył do grupy młodzieżowej NAACP i uczestniczył w protestach okupacyjnych, które pomogły zakończyć segregację rasową w Chattanooga. W okresie wojny wietnamskiej został powołany do armii, gdzie służył przez dwa lata. Po zwolnieniu został aktywistą antywojennym. W 1967 wstąpił do Studenckiego Komitetu Koordynacyjnego ds. Przemocy, a wkrótce potem do Partii Czarnych Panter.

### Ucieczka i więzienie
W lutym 1969 Ervin porwał samolot lecący na Kubę, aby uniknąć oskarżenia za rzekome próby zabicia przywódcy Ku Klux Klanu. Podczas pobytu na Kubie, a następnie w Czechosłowacji Ervin rozczarował się państwowym socjalizmem. Po kilku nieudanych próbach rząd amerykański ostatecznie dokonał ekstradycji Ervina i sprowadził go do USA na proces. Ervin został skazany i otrzymał wyrok dożywotniego pozbawienia wolności. 
Ervin po raz pierwszy zetknął się z anarchizmem w więzieniu pod koniec lat siedemdziesiątych. Przeczytał wówczas wiele książek dotykających tematu anarchizmu, a jego sprawa została przyjęta przez Anarchistyczny Czarny Krzyż, organizację wspierającą więźniów politycznych. W więzieniu Ervin napisał kilka broszur, w tym Anarchizm i Czarna Rewolucja, która była wielokrotnie drukowana i być może stanowi jego najbardziej rozpoznawalną publikację. 
Ostatecznie, dzięki pomocy prawnej i międzynarodowej kampanii, Ervin został przedterminowo zwolniony z więzienia po 15 latach.

### Aktwyizm po więzieniu
Po uwolnieniu Ervin wrócił do Chattanooga, gdzie zaangażował się w działalność lokalnej grupy ds. praw obywatelskich o nazwie  Concerned Citizens for Justice, walczającej z brutalnością policji i Ku Klux Klanu. W 1987, Ervin pomógł złożyć zbiorowy pozew, który doprowadził do restrukturyzacji władz Chattanooga oraz wyboru kilku czarny członków rady miejskiej.
26 kwietnia 2008 Ervin i jego żona zorganizowali marsz oraz wiec w Nashville, aby zaprotestować w związku ze śmiercią dwóch młodych ludzi w ośrodkach Chad Youth Enhancement Centre oraz śmierci wielu więźniów w areszcie śledczym w Nashville.
W dniu 12 czerwca 2012 małżeństwo Ervinów i inni czarni aktywiści zorganizowali konferencję „Let's Organize the Hood”, na której utworzono Federację Czarnych Autonomii Memphis, mającej zwalczać wysoki poziom bezrobocia i ubóstwa w społecznościach Afroamerykanów, brutalność policji, w tym nieuzasadnione użycie siły oraz masowe więzienie czarnych i innych kolorowych przez władze Stanów Zjednoczonych, usprawiedliwiające taki stan rzeczy wojną z narkotykami.
Mieszka w Kalamazoo w stanie Michigan. Od końca 1993 odbywa regularne tournée po Ameryce Północnej i międzynarodowej, opowiadając o swoich doświadczeniach innym organizacjom społecznym, studentom i innym zainteresowanym osobom. Stara się również budować antyautorytarną sieć samo zorganizowanych społeczności, szczególnie wśród mieszkańców czarnych i biednych dzielnic.